# Bjanka
Bjanka (biał. Б'янка, ros. Бьянка), właśc. Tacciana Eduardauna Lipnicka (biał. Таццяна Эдуардаўна Ліпніцкая), Tatjana Eduardowna Lipnicka (ros. Татьяна Эдуардовна Липницкая) (ur. 17 września 1985 w Mińsku) – białoruska i rosyjska piosenkarka RnB. Otrzymała nagrodę rosyjskiego MTV MTV Russia Music Awards w kategorii najlepsze nagranie hip-hop/rap/r'n'b w 2007 roku.

## Życiorys
W 2001 roku dostała grand prix międzynarodowego konkursu młodych piosenkarzy „Мalwa”. Następnie grand-prix piosenki i tańca „Biała Ruś”. Na międzynarodowym konkursie imienia Ogińskiego zajęła trzecie miejsce.
W 2005 roku otrzymała oficjalną propozycję reprezentowania Białorusi na Konkursie Piosenki Eurowizji, jednak ją odrzuciła. Wykonała piosenkę do filmu Boj s Tienju.

## Styl
Bjanka nazywa swój styl „słowiańskim R'n'B”, którego charakterystyką jest liryzm i wykorzystanie rosyjskich narodowych instrumentów (jak bałałajka czy harmonia).

## Dyskografia
- rosyjskie narodowe R'n'B (2006)
- rosyjskie narodowe R'n'B (wznowienie) (2007)
- 38 zamkow (2008)
- TWA (2011)
- Nasze Pokolenie (2011)
- Muzyka (2014)